# Thorsten Schorn
Thorsten Schorn (Köln, 1976. április 2. –) német műsorvezető.

## Életrajz
1997 és 1999 között a mettmann-i Neandertal Rádiónál töltötte gyakorlati idejét, ahol 2000-ig moderálta a reggeli műsort.
1999-től 2003-ig a Hessischer Rundfunk (HR) ifjúsági program reggeli műsorvezetője is volt.
2001-től 2017. május 19-ig a Westdeutscher Rundfunk (WDR) műsorvezetője volt.
2017. június 6. óta délutáni műsort a WDR 2-n mutat be.
2024-ben az Eurovíziós Dalfesztivál elődöntőjét és döntőjét kommentálja Malmőből az ARD számára.

## Műsorai (válogatás)
- 2013–2015: Nicht mit uns! (RTL, műsorvezető)
- 2014–2022: Hirschhausens Quiz des Menschen (Das Erste, hang)
- 2019–2022: Prince Charming (RTL+, hang)